# La moglie del vescovo
La moglie del vescovo (The Bishop's Wife) è un film del 1947 diretto dal regista Henry Koster tratto dal romanzo omonimo di Robert Nathan.
Nel 1996 venne realizzato un remake del film, Uno sguardo dal cielo, diretto da Penny Marshall.

## Trama
Dudley è un angelo inviato dal Signore sulla Terra per aiutare il vescovo episcopaliano Henry che sta attraversando un periodo difficile: il troppo lavoro lo allontana dalla moglie. Henry inoltre vorrebbe costruire una cattedrale, ma è senza fondi e rischia di cadere nel ricatto della donna più ricca della città, finendo per trascurare gli amici e la vecchia parrocchia.